# (2789) Foshan
(2789) Foshan est un astéroïde de la ceinture principale.

## Description
(2789) Foshan est un astéroïde de la ceinture principale. Il fut découvert le 6 décembre 1956 à Nanking par l'Observatoire de la Montagne Pourpre. Il présente une orbite caractérisée par un demi-grand axe de 2,23 UA, une excentricité de 0,16 et une inclinaison de 3,8° par rapport à l'écliptique.

## Compléments